# Sophisme de la motte castrale

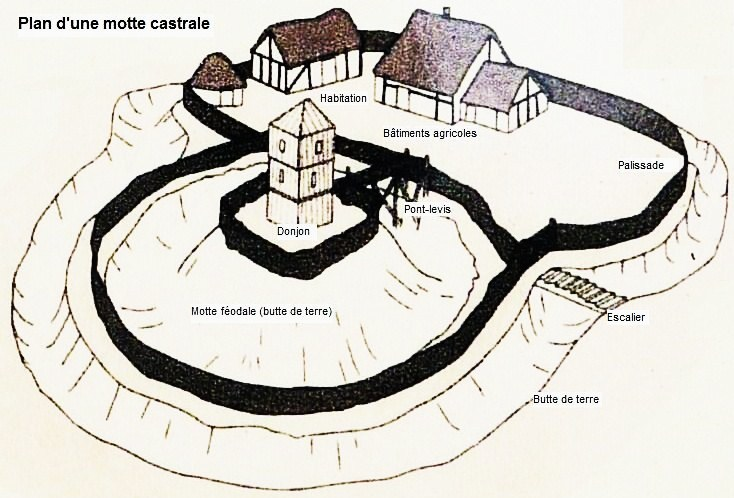
Plan d'une motte castrale.

Le sophisme de la motte castrale (en anglais motte-and-bailey fallacy) est un raisonnement fallacieux qui consiste à assimiler deux positions qui partagent des similitudes, mais dont l'une est modeste (et donc facile à défendre comme une motte castrale) et l'autre controversée (et donc plus intéressante mais plus difficile à défendre comme le village attenant à la motte). La personne qui argumente avance la thèse controversée, mais lorsqu'elle est contestée, insiste sur le fait qu'elle ne fait que soutenir la position la plus modeste (se réfugie dans la motte). Il s'agit d'une forme d'équivoque.
Ce sophisme a été théorisé par le philosophe Nicholas Shackel, qui considère que les travaux d'universitaires tels que Michel Foucault, David Bloor, Jean-François Lyotard, Richard Rorty, Peter Berger et Thomas Luckmann en font usage.

## Fonctionnement
Le sophisme de la motte castrale tire son nom de la motte castrale, une construction défensive du Moyen Âge située sur une colline. La motte, située en hauteur, est plus facile à défendre que le village situé en contrebas, entouré d'une simple palissade. Ainsi, la personne utilisant ce sophisme exprime une idée très controversée (et donc difficilement défendable, comme le village), mais une fois qu'elle est attaquée, réplique en avançant une version modérée et donc plus facilement défendable de son argument.
Ce sophisme fait partie des pétitions de principe, et se rapproche d'autres sophismes comme celui du vrai Écossais.
Il est l'inverse de l'épouvantail ou homme de paille (où ce sont les arguments de l'adversaire qui sont remplacés par une version plus facile à attaquer). 

## Exemples

### Exemple 1 (Steven Pinker)
Steven Pinker illustre le sophisme de la motte castrale par l'exemple d'un mouvement politique souhaitant définancer la police. Face à des critiques jugeant que cette proposition est trop extrême, ses partisans peuvent répliquer en expliquant qu'ils souhaitent seulement réaffecter une partie du budget alloué aux forces de l'ordre vers des programmes de protection sociale ou de services publics.

### Exemple 2
- Bob : « Je suis sûr que nos vies sont déterminées par la position des astres ! »

- Alice : « Je ne comprends pas comment tu peux croire en l'astrologie, il n'y a aucune preuve scientifique pour la soutenir. »
- Bob : « La Lune a assez d'attraction pour provoquer des marées tous les jours sur Terre, mais elle n'a aucun effet sur les gens ? Tu penses vraiment que les humains sont des dieux intouchables par la nature ? »

Bob a substitué la thèse modeste selon laquelle les êtres humains sont affectés par les forces naturelles par l'affirmation controversée selon laquelle l‘astrologie, qui utilise la position des corps célestes dans le ciel pour faire des prédictions sur la personnalité, les caractéristiques et le comportement des gens, est scientifiquement valide.